# محبوب (فیلم ۱۹۹۷)
محبوب (به هندی: Sanam) فیلمی محصول سال ۱۹۹۷ و به کارگردانی عزیز سجاوال است. در این فیلم بازیگرانی همچون سانجی دات، مانیشا کویرالا، ویویک موشران، شاکتی کاپور، انوپم کهیر، قادرخان، آنجان سیرواستاو، گلشن گروور، آسرانی، دالیپ تاهیل ایفای نقش کرده‌اند.